# Американська асоціація державних службовців автомобільних доріг та транспорту (AASHTO)
Американська асоціація державних службовців автомобільних доріг та транспорту (англ. American Association of State Highway and Transportation Officials — AASHTO) — орган із встановлення стандартів, який публікує специфікації, протоколи випробувань та вказівки, що використовуються при проєктуванні та будівництві доріг у Сполучених Штатах Америки. Незважаючи на свою назву, асоціація представляє не тільки автомобільні дороги, а й повітряний, залізничний, водний та громадський транспорт.
Хоча AASHTO встановлює транспортні стандарти та політику для Сполучених Штатів в цілому, AASHTO не є агентством федерального уряду; скоріше це організація самих штатів. Політика AASHTO — це не федеральні закони чи політика, а координація державних законів та політики у сфері транспорту.

## Призначення
Американська асоціація державних автодорожніх посадових осіб (AASHO) була заснована 12 грудня 1914 року. У зв'язку з розширенням сфери охоплення всіх видів транспорту 13 листопада 1973 року її було перейменовано на Американську асоціацію державних службовців автомобільних доріг та транспорту (American Association of State Highway and Transportation Officials — AASHTO).

## Членство
Право голосу в AASHTO мають Департаменти транспорту кожного штату (англ. Department of transportation - DOT), а також відповідні департаменти Пуерто-Рико та округу Колумбія. Асоційованими членами без права голосу є Міністерство транспорту США, деякі деякі американські міста, графства, оператори платних автомобільних доріг, більшість канадських провінцій, а також дорожній департамент Гонконгу, Міністерство громадських робіт Туреччини, Асоціація службовців громадських доріг та транспорту Нігерії

## Публікації
- A Policy on Geometric Design of Highways and Streets, яку часто називають «Зеленою книгою» через колір обкладинки. Ця книга охоплює функціональний дизайн доріг та гайвеїв, включаючи наступні елементи: розташування перехресть, горизонтальні криві та вертикальні криві.
- Standard Specifications for Transportation Materials and Methods of Sampling and Testing.
- AASHTO LRFD Bridge Design Specifications. Основний посібник із проєктування мостів, який використовують усі DOT у США.
- Manual for Assessing Safety Hardware (MASH) охоплює руйнівні випробування засобів безпеки на автомобільних дорогах.

Окрім публікацій, AASHTO здійснює одноособово у співпраці науково-дослідні проєкти. Один з таких проєктів — дорожній тест AASHO, який є основним джерелом даних, що використовуються при розгляді транспортної політики та проєктування доріг. Значна частина поточних досліджень AASHTO виконується Національною кооперативною програмою досліджень автомобільних доріг (англ. National Cooperative Highway Research Program — NCHRP), якою керує Рада досліджень транспорту (англ. Transportation Research Board — TRB) Національної дослідницької ради (англ. National Research Council — NRC).
AASHTO координує нумерацію міждержавних автомобільних доріг, автомобільних доріг США та велосипедних маршрутів США.

## Стандарти
Поточні та скасовані стандарти AASHTO включають:
- AASHTO TP10: Стандартний метод випробування для визначення міцності на розтяг і температури тріщиноутворення при випробуванні польових або лабораторно ущільнених бітумних сумішей.
- AASHTO T307: Стандартний метод випробування для визначення пружного модуля ґрунтів та кам'яних матеріалів.
- AASHTO T321/TP4: Випробувальний стандарт для визначення терміну служби на втому асфальту, що повторному згинальному навантаженні.
- AASHTO TP31: Стандартний метод випробування для визначення пружного модуля бітумних сумішей за допомогою непрямого розтягу.
- AASHTO TP62: Стандартний метод випробування для визначення динамічного модуля гарячих асфальтобетонних сумішей.
- AASHTO T321-03/TP8: Стандарт випробування для визначення терміну служби втоми ущільненого асфальту, що піддається знакозмінному згинанню.